# 梨酒

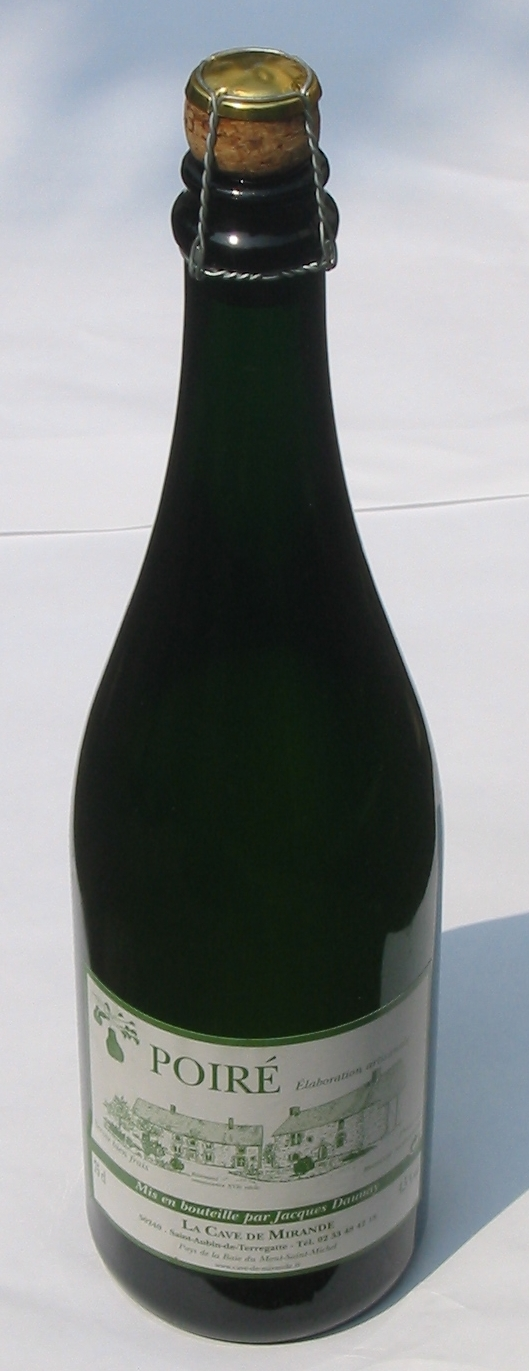
來自法國诺曼底的传统梨酒

梨酒（法語：Poiré），是一种法国的传统酒精飲料，使用发酵過的梨制成。低度高於苹果酒，又高於梨酒。 
9世紀的851年開始，法国的諾曼地和布列塔尼地區就一直是西歐梨酒的主要制造地，尤其以诺曼底和安茹為主，在這兩個地區，梨酒的重要性甚至超越了葡萄酒。
13世紀，隨著金雀花王朝入主英格蘭，梨酒文化被傳入英國全境，即使當時不屬於英格蘭的蘇格蘭、愛爾蘭、南威爾斯和康沃爾地區，也能喝到梨酒。在英國，梨酒的製作方式和蘋果酒極度類似，兩者在英文中甚至也能互通。
19世紀，隨著初期工業革命的開展，英國的格洛斯特郡、赫里福德郡、伍斯特郡均能自行生產梨酒，並且隨著英國，在其殖民地的加拿大 、澳大利亚、新西兰和南非等白人英联邦国家也成為日常酒品。
20世紀90年代，美國颳起一層對法國梨酒的吹捧之風，讓法語中的Poiré產生了和英語的Perry不同的含義。英語的Perry指的是梨子做的所有酒精飲料的總稱；而法語的Poiré則是成為非氣泡型高級梨酒的代名詞。